# Hollyford Track Side Waterfall
Der Hollyford Track Side Waterfall ist ein Wasserfall im Fiordland-Nationalpark auf der Südinsel Neuseelands. An der Ostwand des Hollyfort Valley liegt er im Lauf eines namenlosen Bachs, der unweit hinter dem Wasserfall in den Hollyford River/Whakatipu Kā Tuka mündet. Seine Fallhöhe beträgt rund 15 Meter. Einige hundert Meter nördlich von ihm befinden sich in einem anderen Bachlauf die Hidden Falls.
Der Wasserfall befindet sich direkt am Hollyford Track und ist über diesen nach etwa 1½ Stunden Fußmarsch erreichbar.